# Алев Рудий
Алев I Рудий (грец. Ἀλεύας ὁ Πυρρός; середина — 2-га половина VI ст. до н. е.) — напівлегендарний засновник династії Алевадів та правитель Фессалії.

## Життєпис
Відповідно до міфічної біографії був нащадком Геракла за жіночою лінією, був сином Неоптолема. За іншим міфом дракон закохався в Алева, коли той випасав гурти овець біля гори Оса. Начебто сама піфія з Дельфійського оракула віщувала йому владу над Фессалією.
За більш ймовірними відомостями походив зі знатного роду. Син Архедіка. Згідно з Аристотелем, Алев створив Фессалійський союз, ставши його першим тагом (очільником). Саму Фессалію поділив на чотири військові обласні союзи (тетри або тетради): фессаліотів, фтіотів, пеласгіотів та гестіаіотів, які, у свою чергу, були поділені на кілька маєтків (клерів), що належали патріархальній родині або громаді. У разі кризи кожен клер повинен був забезпечити 40 вершників та 80 гоплітів чи пелтастів.
Столиця знаходилася у місті Ларісса. Тут йому спадкував син Симос. Владу тага отримав Скопас I з Краннону.

## Родина
- Сімос, від нього йде основна лінія Алевадів
- Ехекратид I, правитель Лариси. Засновник роду ЕНхекратидів.